# Heian Shodan
Heian Shodan (jap. 平安初段) - drugie w kolei najprostsze kata w karate tradycyjnym. Jest ono podstawowym kata, jeżeli chodzi o wymagania egzaminacyjne na żółty pas. Pierwszym podstawowym kata w karate tradycyjnym jest taikyoku shodan.